# مسعود همرنگ
مسعود همرنگ (متولد ۱۳۶۰ در بندر انزلی) کاراته کار اهل ایران است.

## زندگی‌نامه
مسعود همرنگ یکی از اعضای تیم ملی کاراته ایران و قهرمان کاراته ایران در وزن ۸۴- کیلو می‌باشد.
وی تحصیلات خود را در رشته تربیت بدنی ادامه داده‌است و از سال ۱۳۶۵ فعالیت خود را در رشته کاراته شروع کرده‌است.

## افتخارات
1. دو طلا جوانان آسیا در سالهای ۹۸و۲۰۰۰ در کشور ماکائو
2. نایب قهرمان امیدهای جهان ۲۰۰۱ کشور یونان-آتن
3. مقام سوم پلیس‌های جهان ۲۰۰۳ در کشور اسپانیا-بارسلون
4. ساتیات سبکی شیتوریو آسیا و اقیانوسیه یک طلا و یک نقره بزرگسالان۲۰۰۴ در کشور سنگاپور
5. نایب قهرمان تیمی در تورنمنت تتریف ۲۰۰۵ اسپانیا
6. مقام سوم تورنمنت فیش کاپ در سال ۲۰۰۶ فنلاند
7. نایب قهرمان بزرگسالان آسیا ۲۰۰۷ مالزی
8. مقام دوم کاپ آزاد ۲۰۰۸ آلمان برلین
9. مقام سوم جایزه بزرگ ۲۰۰۸ ترکیه‌استانبول
10. یک طلا و یک برنز جام بین‌المللی وحدت و دوستی تهران ۱۳۸۶
11. یک طلا و یک برنز جام بین‌المللی وحدت و دوستی تهران ۱۳۸۷
12. برنز جام وحدت و دوستی جام بین‌المللی تهران ۱۳۸۴
13. سه دوره قهرمان سوپر لیگ باشگاه‌های ایران با تیم فولاد مبارکه سپاهان اصفهان
14. فعلاً عضو تیم فولاد سپاهان اصفهان[۳]